# Obupłciowość

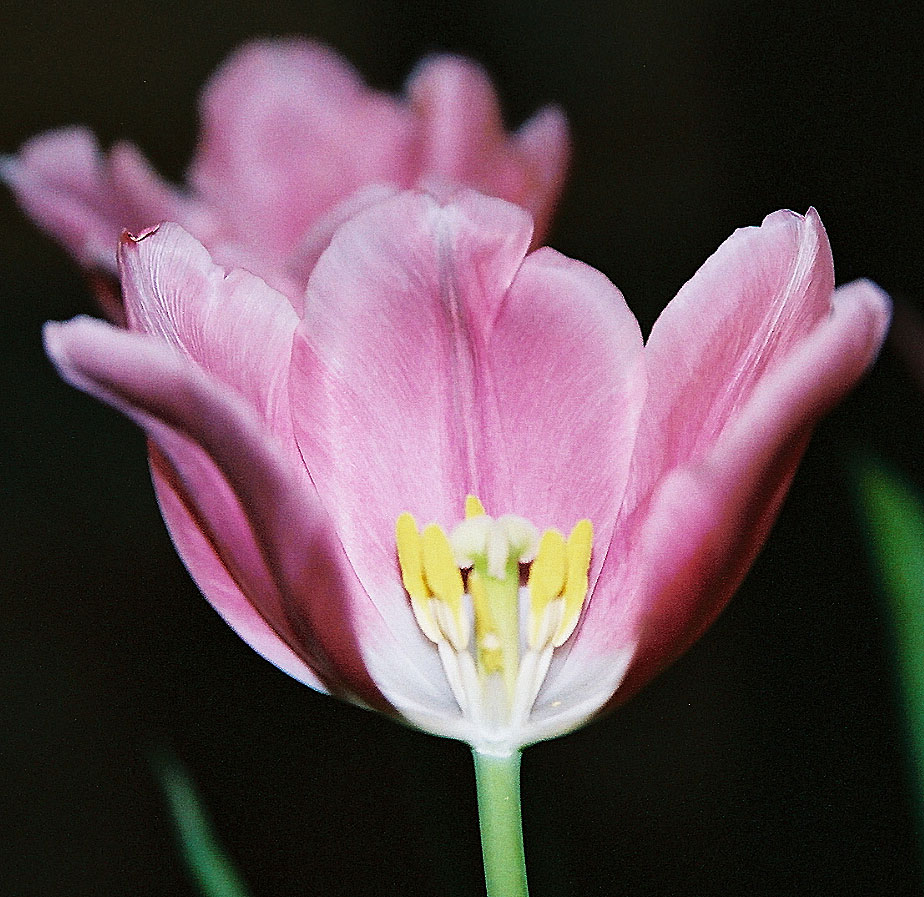
Obupłciowe kwiaty tulipana

Obupłciowość (androgynia) – występowanie u roślin żeńskich i męskich organów płciowych w tym samym kwiecie. Kwiaty obupłciowe zawierają zarówno pręciki, jak i słupki. Tego rodzaju kwiaty występują u większości roślin okrytozalążkowych. Pomimo obecności pręcików i słupków w jednym kwiecie, do samozapylenia dochodzi tylko u niektórych gatunków. Wiele roślin o kwiatach obupłciowych chroni się przed samozapyleniem przez przedprątność, przedsłupność lub samoniezgodność (samobezpłodność).
U grzybów obupłciowość przejawia się występowaniem na tych samych strzępkach grzybni lęgni oraz plemni.